# Richmond (Wirginia)
Richmond – miasto w Stanach Zjednoczonych, stolica stanu Wirginia. Według spisu z 2020 roku liczy 226,6 tys. mieszkańców, oraz 1,26 mln w obszarze metropolitalnym.

## Historia
Pierwsi angielscy osadnicy przybyli w okolice obecnego miasta w 1607. Wytyczono je pod dzisiejszą nazwą w 1737. Zostało stolicą stanu w 1780.
Podczas amerykańskiej wojny secesyjnej było najdłużej funkcjonującą ze stolic Skonfederowanych Stanów Ameryki. Dlatego Richmond było głównym celem ofensyw wojsk Unii. Mimo bliskości granicy z Unią i Waszyngtonu zostało zdobyte dopiero w kwietniu 1865, w ostatnich miesiącach wojny. Miasto zostało wówczas spalone przez wycofujących się konfederatów.

## Gospodarka
W mieście rozwinął się przemysł chemiczny, poligraficzny, odzieżowy, papierniczy oraz tytoniowy.

## Demografia

### Ludność
Według danych z 2019 roku 45,2% mieszkańców identyfikowało się jako czarni lub Afroamerykanie, 44,6% jako biali (41,9% nie licząc Latynosów), 2,0% jako Azjaci, 3,4% było rasy mieszanej i 0,17% to rdzenni Amerykanie. Latynosi stanowili 7,3% ludności miasta.
Poza osobami pochodzenia afroamerykańskiego do największych grup należą osoby pochodzenia niemieckiego (7,5%), angielskiego (7,2%), irlandzkiego (7,1%), „amerykańskiego” (5,3%), włoskiego (4,1%), szkockiego lub szkocko–irlandzkiego (3,7%) i afrykańskiego lub arabskiego (2,6%).

### Religia
W 2010 roku największymi grupami religijnymi w aglomeracji Richmond były:
- Południowa Konwencja Baptystów – 171 694 członków w 312 zborach
- Kościół katolicki – 74 353 członków w 36 kościołach
- Zjednoczony Kościół Metodystyczny – 71 413 członków w 136 kościołach
- ewangelikalizm bezdenominacyjny – 68 027 członków w 205 zborach
- społeczność muzułmańska – 35 044 wyznawców w 11 meczetach
- Amerykańskie Zbory Baptystyczne USA – 30 342 członków w 39 zborach

## Szkolnictwo

### Uczelnie
- Uniwersytet Wspólnoty Wirginii (stanowa)
- Stratford University (niepubliczna)
- University of Richmond (niepubliczna)
- Virginia Union University (niepubliczna)
- Union Theological Seminary & Presbyterian School of Christian Education (niepubliczna)
- Baptist Theological Seminary in Richmond (niepubliczna)

## Transport
- Richmond International Airport
- Amtrak – Richmond Staples Mill Station i Main Street Station

## Urodzeni w Richmond
- Tom Wolfe (1930–2018) – pisarz i dziennikarz[7]
- Arthur Ashe (1943–1993) – tenisista
- Jason Mraz (ur. 1977) – piosenkarz
- D’Angelo (ur. 1974) – piosenkarz
- Eric Cantor (ur. 1963) – polityk i prawnik
- Bill Robinson (1878–1949) – artysta estradowy
- Mickie James (ur. 1979) – wrestlerka i piosenkarka
- James Branch Cabell (1879–1958) – pisarz
- James Bridger (1804–1881) – myśliwy i handlarz futer
- Vince Gilligan (ur. 1967) – scenarzysta, producent i reżyser
- Jim Gilmore (ur. 1949) – polityk i prawnik
- Nettspend (ur. 2007) - raper i piosenkarz

## Miasta partnerskie
- Richmond upon Thames (Wielka Brytania)
- Saitama (Japonia)
- Zhengzhou (Chiny)
- Ségou (Mali)[8]
- Olsztyn (Polska)